# Willibald Scholz
Wilibald Oscar Scholz (ur. 15 grudnia 1889 w Greiz, zm. 7 sierpnia 1971 w Monachium) – niemiecki lekarz neurolog, neuropatolog i psychiatra.
Syn kupca Rudolfa Scholza i jego żony Marie Therese z domu Zschäck. Studiował medycynę w Tybindze, Jenie i Monachium, dyplom lekarski otrzymał na Uniwersytecie w Jenie w 1914 roku. Najpierw pracował jako asystent w klinice dla nerwowo i umysłowo chorych w Tybindze, potem został ordynatorem kliniki w Lipsku. W 1925 roku habilitował się z psychiatrii i neurologii na uczelni w Tybindze. W 1930 roku został profesorem nadzwyczajnym w Lipsku, w 1932 roku w Monachium. Po śmierci Walthera Spielmeyera dyrektor Instytutu Patologii Mózgu w Instytucie Genealogii i Demografii im. Cesarza Wilhelma w Monachium.
W czasie wojny zajmował się badaniami mózgów dziecięcych pozyskanych w wyniku mordowania dzieci w ramach eutanazji (zob. akcja T4).
Po wojnie został wybrany do Rady Doradczej Niemieckiego Towarzystwa do Walki ze Stwardnieniem Rozsianym.